# Ялман, Айтач
Айтач Ялман (тур. Aytaç Yalman, 29 июля 1940, Стамбул — 15 марта 2020, Стамбул) — турецкий генерал.

## Биография
Айтач Ялман был командующим турецкой армией (2002–2004 годы), а ранее — главнокомандующим жандармерии Турции (2000–2002). Ялман был зачислен в артиллерийское подразделение, вооружённое 155-мм гаубицами M114, и до конца своей карьеры в звании ниже полковника он служил и командовал подразделениями баллистических ракет MGR-1 Honest John. В 1970-х годах он служил офицером артиллерийской позиции, а также офицером направления огня в полку тактических баллистических ракет класса «земля-земля». Затем, в начале 1980-х годов, он служил в Эгейской армии и турецких вооружённых силах на Северном Кипре. Позже он командовал пехотной дивизией. В 1998 году ему было присвоено звание генерала и он был назначен командующим 2-й армией. В том же году он представлял Турцию в Аданском соглашении, которое регулировало турецко-сирийские отношения. Позже он был назначен командующим Главного командования жандармерии 24 августа 2000 года и Сухопутных войск Турции 24 августа 2002 года соответственно. Он ушёл в отставку в 2004 году из-за армейского возрастного ценза.
По словам генерала Левента Эрсёза, именно Ялман проинформировал начальника Генерального штаба Хильми Озкёк о членстве ключевых военных деятелей в «Эргенеконе». В 2012 году Ялман рассказал о своей роли в предотвращении плана переворота «Кувалда» в 2003 году.
В 2008 году Ялман написал либретто для «Şehitler Oratoryosu» («Оратория для мучеников»).
Ялман умер от осложнений COVID-19 15 марта 2020 года в возрасте 79 лет через три недели после того, как он был в Иране, где болезнь была широко распространена.